# Yvette Barbaza
Yvette Barbaza (Cazouls-lès-Béziers,  29 de marzo de 1914-París, 2009) fue una geógrafa e investigadora francesa, pionera en los estudios sobre turismo en España, autora de la primera tesis doctoral sobre la Costa Brava, y responsable de investigación del Centro Nacional de la Investigación Científica (CNRS).

## Trayectoria
Barbaza nació en 1914 en Cazouls-lès-Béziers, Languedoc-Rosellón (Erau, Francia). Estudió en el internado de Béziers, en el École Normale, su carrera para poder ejercer como profesora. Realizó los estudios superiores en la facultad de Montpellier, y allí empezó a interesarse por la geografía. Durante la ocupación de Francia por las Fuerzas del Eje, el catedrático Jules Sion le propuso que estudiase la Costa Brava. A raíz de esa oportunidad, Barbaza descubrió una nueva pasión: la belleza de los paisajes de la costa ampurdanesa y selvatana.
En Montpellier, conoció a su marido, licenciado en Letras y en Derecho. Se casaron en 1938 y se trasladaron a París en 1948 donde establecieron su residencia definitiva. Tuvieron tres hijos: dos niñas y un niño. Durante este período, ella trabajó como profesora en el instituto de Saint-Germain-en-Laye, en el Lycée Montaigne de París y en el Lycée Víctor Hugo.
En 1956, decidió afrontar el inicio de su tesis doctoral sobre la Costa Brava, bajo la tutorización de Georges Chabot. Con motivo de la elaboración de su tesis, en 1956 fue por primera vez a la Costa Brava y ese primer contacto sería el primero de muchas visitas, año tras año hasta 1974. En su biografía deja constancia de que pudo dedicar tiempo a elaborar la tesis, gracias al apoyo de su madre, quien se encargaba del cuidado de sus hijas/o y de las tareas del hogar. 
Entre 1956 y 1966, mientras desarrollaba su tesis doctoral, fue la responsable de investigación del Centro Nacional de la Investigación Científica (CNRS). Entre 1960 y 1961 investigó para su tesis doctoral sobre los problemas de población en la Costa Brava en el Archivo General de la Corona de Aragón. En junio de 1966, defendió su tesis doctoral ante el tribunal y, pocos meses después, la Librairie Armand Colin de París publicó su obra Le paysage humain de la Costa Brava, en francés. Fue la primera tesis doctoral versada en la Costa Brava, y fue editada en 1966 siendo subvencionada por el Ministerio de la Educación Nacional de Francia y por el CNRS.
Una vez obtuvo el título de doctora, dio clases en la Universidad de Lille y después en la Universidad de París Diderot, en Vincennes. En 1975, se trasladó a Costa de Marfil, para participar en la creación del Instituto de Géographie Tropicale en la Universidad Félix Houphouët-Boigny. Seis años después, en 1984, volvió a Francia, y trabajó en la Universidad de Saint-Denis.
Tras su jubilación mantuvo su actividad académica desarrollando conferencias, ponencias, simposios y seminarios, etc. Uno de los proyectos más importantes fue la traducción de su obra al catalán, la cual vería la luz en 1988 gracias a la editorial Edicions 62. La obra cuenta con un apéndice de Joan Cals i Güell, catedrático de Economía de la Universidad Autónoma de Barcelona.

## Reconocimientos
El Patronato de Turismo de la Costa Brava creó el premio Yvette Barbaza para reconocer anualmente al mejor proyecto de investigación sobre el contexto social, económico, territorial y turísticos de las comarcas de Gerona.
En 2020, Barbaza fue incluida dentro del proyecto “Mujeres Investigadoras en los Archivos Estatales (1900-1970)” para la descripción archivística y creación de un micrositio específico en el Portal de Archivos Españoles (PARES), desarrollado entre 2020-2023. Este proyecto ha sido impulsado por la Subdirección General de Archivos Estatales, con el objetivo visibilizar la labor de investigación realizada en España por las mujeres en el intervalo 1900-1970 partiendo de los registros documentales que se conservan en los Archivos de Gestión de los AAEE del Ministerio de Cultura (el Archivo Histórico Nacional, el Archivo de la Corona de Aragón, el Archivo General de Simancas, el Archivo General de Indias, el Archivo de la Real Chancillería de Valladolid, el Archivo General de la Administración y el Centro de Información Documental de Archivos).

## Obra
Los dos volúmenes que conforman la obra más importante de Yvette Barbaza, Le Paysage humain de la Costa Brava (en castellano, El paisaje humano de la Costa Brava) son el fruto de su tesis doctoral. La obra cuenta con más de 800 páginas. La autora muestra el amor que siente por los paisajes y por la gente del mediterráneo. Y todavía hoy, cincuenta años después de su publicación en francés, en 1966 por la Librairie Armand Colin de París, este es uno de los libros de consulta obligatoria cuando se trata de analizar la Costa Brava en sus ámbitos económico, humano o territorial.